# Hyloxalus maquipucuna
Hyloxalus maquipucuna är en groddjursart som först beskrevs av Luis A. Coloma 1995.  Hyloxalus maquipucuna ingår i släktet Hyloxalus och familjen pilgiftsgrodor. IUCN kategoriserar arten globalt som otillräckligt studerad. Inga underarter finns listade i Catalogue of Life.